# メディア プレーヤー (Windows)
メディア プレーヤー（英語: Media Player）あるいはWindows メディア プレーヤーは、ビデオおよび音楽を処理するメディアプレーヤーで、マイクロソフトのWindows 11に搭載されているアプリケーション。また、Xbox One以降のXboxシリーズでCDを再生する場合にも必須となる。
2022年2月16日（米国では2月15日）に正式リリースされ、今まで搭載されていたGrooveミュージックをMicrosoft Storeでアップデートすることによって置き換わる。
この新しいメディアプレーヤーは音楽処理ソフトのGrooveミュージックの機能を引き継ぎ、またそれ以前のビデオ・音楽処理ソフトのWindows Media Playerの機能も含み、Windows 11の機能を十分に利用する予定とされている。
2022年3月18日のアップデートでCDの再生に対応した。
2023年1月よりWindows 10にも提供を開始した。また、2023年9月ごろにはXboxにも新しくなったバージョンがOSの更新で導入された。そのため、Xbox上には「Media Player」と「Windows Media Player」の二つのアプリケーションが共存する事態となった。